# Кубок Волинської області з футболу 2003

## Учасники
У цьому розіграші Кубка взяли участь 8 команд:
| Учасники: - «Волинь-2» (Луцьк) - ФК «Володимир-Волинський» (Володимир-Волинський) - «Динамо» (Маневичі) - ЛДТУ-«Прилад» (Луцьк) - «Стир» (Берестечко) - ФК «Камінь-Каширський» (Камінь-Каширський) - ФК «Мар'янівка» (Мар'янівка) - ФК «Рожище» (Рожище) |

## Чвертьфінали
Матчі 1/4 фіналу відбулися 20 липня і 27 липня 2003 року.
| Команда 1                 | Команда 2                 | Рахунок |
| ------------------------- | ------------------------- | ------- |
| «Стир»                    | «Волинь-2»                | 4:5     |
| ФК «Камінь-Каширський»    | «Динамо»                  | 0:0     |
| ФК «Мар'янівка»           | ФК «Володимир-Волинський» | 6:3     |
| ФК «Рожище»               | ЛДТУ-«Прилад»             | 1:0     |
| Матчі-відповіді           |                           |         |
| «Волинь-2»                | «Стир»                    | 3:2     |
| «Динамо»                  | ФК «Камінь-Каширський»    | +:-     |
| ФК «Володимир-Волинський» | ФК «Мар'янівка»           | 4:1     |
| ЛДТУ-«Прилад»             | ФК «Рожище»               | 5:0     |

## Півфінали
Матчі 1/2 фіналу відбулися 3 серпня і 10 серпня 2003 року.
| Команда 1                 | Команда 2                 | Рахунок |
| ------------------------- | ------------------------- | ------- |
| ФК «Володимир-Волинський» | ЛДТУ-«Прилад»             | 1:3     |
| «Динамо»                  | «Волинь-2»                | 2:0     |
| Матчі-відповіді           |                           |         |
| ЛДТУ-«Прилад»             | ФК «Володимир-Волинський» | 0:7     |
| «Динамо»                  | «Волинь-2»                | 4:2     |

- У парі «Динамо» - «Волинь-2» обидва матчі за спільною домовленістю клубів відбулися у Маневичах на полі команди «Динамо»

## Фінал
| 17 серпня 2003 |

| «Динамо» | 2:0 | ФК «Володимир-Волинський» |
| -------- | --- | ------------------------- |
|          |     |                           |

| смт Мар'янівка, стадіон «Біла Корова» |

| Володар Кубка Волинської області 2003      |
| ------------------------------------------ |
| «Динамо» (Маневичі) Друга перемога в Кубку |

## Підсумкова таблиця
| Етап       | Команда                                          | I | В | Н | П | РМ    | О |
| ---------- | ------------------------------------------------ | - | - | - | - | ----- | - |
| Володар    | «Динамо» (Маневичі)                              | 5 | 4 | 1 | 0 | 8−2   | 9 |
| Фіналіст   | ФК «Володимир-Волинський» (Володимир-Волинський) | 5 | 2 | 0 | 3 | 15−12 | 4 |
| Півфінал   | ЛДТУ-«Прилад» (Луцьк)                            | 4 | 2 | 0 | 2 | 8−9   | 4 |
| Півфінал   | «Волинь-2» (Луцьк)                               | 4 | 2 | 0 | 2 | 10−12 | 4 |
| 1/4 фіналу | ФК «Мар'янівка» (Мар'янівка)                     | 2 | 1 | 0 | 1 | 7−7   | 2 |
| 1/4 фіналу | ФК «Рожище» (Рожище)                             | 2 | 1 | 0 | 1 | 1−5   | 2 |
| 1/4 фіналу | ФК «Камінь-Каширський» (Камінь-Каширський)       | 2 | 0 | 1 | 1 | 0−0   | 1 |
| 1/4 фіналу | «Стир» (Берестечко)                              | 2 | 0 | 0 | 2 | 6−8   | 0 |